# Julimar
Julimar Silva Oliveira Júnior (Nova Ipixuna, 25 gennaio 2001) è un calciatore brasiliano, attaccante dell'Athl. Paranaense.

## Carriera
Julimar è cresciuto nel settore giovanile del Mirassol, dove ha debuttato il 6 giugno 2018 nell'incontro di Série B vinto 4-1 contro il Paysandu. Ha segnato il suo primo gol il 17 agosto 2019 nel pareggio per 1-1 contro il Londrina.
Il 13 dicembre 2019 è stato ceduto in prestito all'Athl. Paranaense, che al termine della stagione lo ha acquistato a titolo definitivo. Ha debuttato in Série A il 10 dicembre 2021 contro lo Sport Recife.
Il 20 luglio 2023 è stato ceduto in prestito al Mirassol fino a dicembre.

## Statistiche

### Presenze e reti nei club
Statistiche aggiornate al 5 maggio 2024.
| Stagione        | Squadra          | Campionato      | Campionato | Campionato | Coppe nazionali | Coppe nazionali | Coppe nazionali | Coppe continentali | Coppe continentali | Coppe continentali | Altre coppe | Altre coppe | Altre coppe | Totale | Totale | Totale |
| Stagione        | Squadra          | Comp            | Pres       | Reti       | Comp            | Pres            | Reti            | Comp               | Pres               | Reti               | Comp        | Pres        | Reti        | Pres   | Reti   |        |
| --------------- | ---------------- | --------------- | ---------- | ---------- | --------------- | --------------- | --------------- | ------------------ | ------------------ | ------------------ | ----------- | ----------- | ----------- | ------ | ------ | ------ |
| 2018            | Criciúma         | PD/SC+B         | 0+3        | 0          | CB              | 0               | 0               |                    | -                  | -                  |             | -           | -           | 3      | 0      |        |
| 2019            | Criciúma         | PD/SC+B         | 11+11      | 0+1        | CB              | 3               | 1               |                    | -                  | -                  |             | -           | -           | 25     | 2      |        |
| 2020            | Athl. Paranaense | A1/PR+A         | 3+0        | 0          | CB              | 0               | 0               |                    | -                  | -                  |             | -           | -           | 3      | 0      |        |
| 2021            | Athl. Paranaense | A1/PR+A         | 5+1        | 0          | CB              | 0               | 0               | CS                 | 0                  | 0                  |             | -           | -           | 6      | 0      |        |
| 2022            | Athl. Paranaense | A1/PR+A         | 11+0       | 2+0        | CB              | 0               | 0               |                    | -                  | -                  | RS          | 1           | 0           | 12     | 2      |        |
| 2023            | Athl. Paranaense | A1/PR+A         | 3+0        | 0          | CB              | 0               | 0               | CL                 | 0                  | 0                  |             | -           | -           | 3      | 0      |        |
| 2023            | Mirassol         | B               | 19         | 1          | CB              | 0               | 0               |                    | -                  | -                  | CP          | 4           | 1           | 23     | 2      |        |
| 2024            | Athl. Paranaense | A1/PR+A         | 14+5       | 2+0        | CB              | 1               | 0               | CS                 | 2                  | 0                  |             | -           | -           | 22     | 2      |        |
| Totale carriera | Totale carriera  | Totale carriera | 86         | 6          |                 | 4               | 1               |                    | 2                  | 0                  |             | 5           | 1           | 97     | 8      |        |

## Palmarès

### Club

#### Competizioni statali
- Campionato Paranaense: 2

Athl. Paranaense: 2020, 2023

#### Competizioni internazionali
- Coppa Sudamericana: 1

Athl. Paranaense: 2021